# Dactylolabis (Coenolabis) posthabita
Dactylolabis (Coenolabis) posthabita is een tweevleugelige uit de familie steltmuggen (Limoniidae). De soort komt voor in het Palearctisch gebied.